# Dyschiriognatha dentata
Dyschiriognatha dentata là một loài nhện trong họ Tetragnathidae.
Loài này thuộc chi Dyschiriognatha. Dyschiriognatha dentata được miêu tả năm 1978 bởi Zhu & Wen.

## Hình ảnh

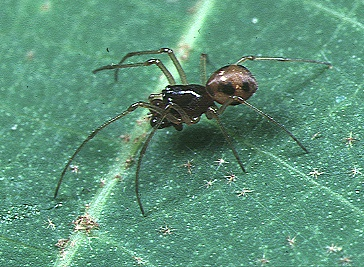